# Petteri Pennanen
Petteri Pennanen (Kuopio, 19 september 1990) is een Fins voetballer die sinds januari 2011 onder contract staat bij FC Inter Turku.

## Carrière
Pennanen begon zijn carrière bij KuPS Kuopio, waar hij in 2008 naar het eerste elftal werd gepromoveerd. In zijn eerste seizoen speelde hij 17 wedstrijden in de Veikkausliiga.
In 2008 werkte Pennanen een stage af bij FC Twente in Nederland. Vanwege familieomstandigheden keerde hij terug naar Finland, waarna hij op 31 januari 2009 alsnog KuPS op huurbasis verruilde voor Twente. In juni 2009 tekende hij een contract voor twee jaar bij de Tukkers. Tegelijkertijd werd ook zijn land- en voormalige ploeggenoot Tuomas Rannankari aangetrokken. Beiden kwamen vooralsnog uit voor het beloftenteam. In twee jaar tijd wist Pennanen niet door te dringen tot de eerste selectie van de Tukkers. In januari 2011 vertrok hij daarop naar FC Inter Turku.

## Statistieken
| Seizoen | Club           | Land      | Competitie    | Wedstrijden | Doelpunten |
| ------- | -------------- | --------- | ------------- | ----------- | ---------- |
| 2007    | KuPS Kuopio    | Finland   | Ykkönen       | 13          | 0          |
| 2008    | KuPS Kuopio    | Finland   | Veikkausliiga | 17          | 0          |
| 2008/09 | FC Twente      | Nederland | Eredivisie    | 0           | 0          |
| 2009/10 | FC Twente      | Nederland | Eredivisie    | 0           | 0          |
| 2010/11 | FC Twente      | Nederland | Eredivisie    | 0           | 0          |
| 2011    | FC Inter Turku | Finland   | Veikkausliiga | 0           | 0          |
| Totaal  | Totaal         | Totaal    | Totaal        | 30          | 0          |

Bijgewerkt op 1 feb 2011 12:59 (CET)